# Olympische Sommerspiele 2000/Teilnehmer (Mali)
| Gelbes Symbol für Goldmedaillen mit stilisierten Olympischen Ringen | Graues Symbol für Silbermedaillen mit stilisierten Olympischen Ringen | Braundes Symbol für Bronzemedaillen mit stilisierten Olympischen Ringen |
| ------------------------------------------------------------------- | --------------------------------------------------------------------- | ----------------------------------------------------------------------- |
| —                                                                   | —                                                                     | —                                                                       |

Mali nahm an den Olympischen Sommerspielen 2000 in der australischen Metropole Sydney mit fünf Athleten, zwei Frauen und drei Männer, in drei Sportarten teil.
Seit 1964 war es die neunte Teilnahme Malis an Olympischen Sommerspielen.

## Flaggenträger
Der Judoka Brahima Guindo trug die Flagge Malis während der Eröffnungsfeier im Stadium Australia.

## Teilnehmer nach Sportarten

### Judo
- Brahima Guindo
Niederlage gegen Kazem Sarikhani, nicht für die nächste Runde qualifiziert

### Leichtathletik
Männer
- Youssouf Simpara
100 m: 10,82 s, nicht für die nächste Runde qualifiziert

Frauen
- Kadiatou Camara
100 m: 11,65 s, nicht für die nächste Runde qualifiziert

### Schwimmen
Männer
- Bakary Sereme
50 Meter Freistil: 29,69 s, nicht für die nächste Runde qualifiziert

Frauen
- Mariam Keita
- 100 Meter Brustschwimmen: 1:37,80 min, nicht für die nächste Runde qualifiziert